# Lesičovo
Lesičovo (in bulgaro Лесичово?) è un comune bulgaro situato nella Regione di Pazardžik di 5 827 abitanti (dati 2009). La sede comunale è nella località omonima

## Località
Il comune è formato dall'insieme delle seguenti località:
- Lesičovo (sede comunale)
- Borimečkovo
- Cerovo
- Dinkata
- Kalugerovo
- Pamidovo
- Štărkovo